# 9800 Shigetoshi
9800 Shigetoshi eller 1997 ES2 är en asteroid i huvudbältet som upptäcktes den 4 mars 1997 av den japanska astronomen Takao Kobayashi vid Ōizumi-observatoriet. Den är uppkallad efter den japanske amatörastronomen Shigetoshi Inoue.
Asteroiden har en diameter på ungefär 4 kilometer och den tillhör asteroidgruppen Nysa.